# Maffei 2
Maffei 2 is een spiraalvormig sterrenstelsel op ongeveer 10 miljoen lichtjaar afstand in het sterrenbeeld Cassiopeia. Maffei 2 en Maffei 1 werden beide in 1968 door Paolo Maffei ontdekt aan de hand van infraroodstraling. Maffei 2 ligt in de zone of avoidance en wordt voor ongeveer 99,5% verduisterd door de moleculaire wolken van de Melkweg, en is als gevolg daarvan nauwelijks waarneembaar op zichtbare golflengten. Kort na zijn ontdekking werd gesuggereerd dat Maffei 2 lid zou kunnen zijn van de Lokale Groep, maar nu wordt gedacht dat hij lid is van een andere nabije groep, de IC 342/Maffei Groep, de groep sterrenstelsels die het dichtst bij de Lokale Groep staat.